# Besse-sur-Issole (tổng)
Tổng Besse-sur-Issole là một tổng thuộc tỉnh Var trong vùng Provence-Alpes-Côte d'Azur.

## Địa lý
Tổng này được tổ chức xung quanh Besse-sur-Issole trong quận Brignoles. Cao độ vùng này từ 98 m (Gonfaron) đến 766 m (Gonfaron) với độ cao trung bình 229 m.

## Các xã
Tổng Besse-sur-Issole gồm 5 xã với dân số tổng cộng 10 399 người (điều tra dân số năm 1999, dân số không tính trùng).
| Xã                  | Dân số | Mã bưu chính | Mã insee |
| ------------------- | ------ | ------------ | -------- |
| Besse-sur-Issole    | 1 779  | 83890        | 83018    |
| Cabasse             | 1 283  | 83340        | 83026    |
| Flassans-sur-Issole | 1 934  | 83340        | 83057    |
| Gonfaron            | 2 805  | 83590        | 83067    |
| Pignans             | 2 598  | 83790        | 83092    |

## Thông tin nhân khẩu
| 1962                                                     | 1968  | 1975  | 1982  | 1990  | 1999   |
| -------------------------------------------------------- | ----- | ----- | ----- | ----- | ------ |
| 5 857                                                    | 6 613 | 6 445 | 6 932 | 8 929 | 10 399 |
| Nombre retenu à partir de 1962 : dân số không tính trùng |       |       |       |       |        |